# Équipe du Vatican féminine de football
L'équipe du Vatican féminine de football est l'équipe nationale représentant le Vatican dans les compétitions féminines de football.

## Historique
Une première sélection est organisée en 2019 avec la bénédiction du pape François. L'équipe est composée de 60 % d'employées du Vatican, 20 % d'épouses d'employés et de 20 % de filles d'employés
L’équipe joue son premier match le 26 mai 2019 à Rome contre l’équipe de football féminin de l’AS Rome.  L’équipe perd cette rencontre 10 à 0.
Une rencontre prévue le 22 juin 2019  à l’occasion du 30e anniversaire du FC Marianhilf est annulée.  Avant le lancement du match, lors de l’hymne du Vatican, trois joueuses autrichiennes ont soulevé leurs maillots afin d’exposer les slogans présents sur leurs ventres et leurs dos, en faveur de l’avortement et critiquant la position de l’Église catholique sur le sujet. Des banderoles pro-avortement et pro-LGBT sont également déployées en tribune en présence du nonce apostolique en Autriche (en), Pedro López Quintana.
Le premier match en dehors de Rome a finalement lieu dans le stade La Marmora-Pozzo en 2021.